# Кубок обладателей кубков ЕКВ среди женщин 1974/1975
3-й розыгрыш Кубка обладателей кубков ЕКВ среди женщин проходил с 17 ноября 1974 по 8 марта 1975 года с участием 20 клубных команд стран-членов Европейской конфедерации волейбола. Победителем стала команда «Трактор» (Шверин).

## Команды-участницы
| Страна       | Команда                          |
| ------------ | -------------------------------- |
| Австрия      | «Душек» (Инсбрук)                |
| Англия       | «Кембридж» (Кембридж)            |
| Бельгия      | «Дилбек-Иттербек» (Дилбек)       |
| Бельгия      | «Славия» (София)                 |
| Венгрия      | «Уйпешти Дожа» (Будапешт)        |
| ГДР          | «Трактор» (Шверин)               |
| Греция       | «Панатинаикос» (Афины)           |
| Италия       | «Нельсен» (Реджо-нель-Эмилия)    |
| Люксембург   | «Вальферданж» (Вальферданж)      |
| Нидерланды   | «Ликургус» (Гронинген)           |
| Польша       | «Старт» (Лодзь)                  |
| Португалия   | «Университариу ду Порту» (Порту) |
| Румыния      | «Динамо» (Бухарест)              |
| СССР         | ЦСКА (Москва)                    |
| Турция       | «Галатасарай» (Стамбул)          |
| Франция      | АСУЛ (Лион)                      |
| ФРГ          | «Висбаден» (Висбаден)            |
| Чехословакия | «Славия» (Братислава)            |
| Швейцария    | «Лозанна» (Лозанна)              |
| Югославия    | «Црвена Звезда» (Белград)        |

## Система проведения розыгрыша
В турнире принимают участие команды 20 стран-членов ЕКВ (представители национальных чемпионатов или Кубков своих стран). Турнир состоит из трёх раундов плей-офф и финального этапа. В раундах плей-офф команды делятся на пары и проводят между собой по два матча с разъездами. Победителем пары выходит команда, одержавшая две победы. В случае равенства побед победителем становится команда, имеющая лучшее соотношение партий по сумме обоих матчей. В случае равенства и этого показателя в дальнейшую стадию плей-офф выходит команда, имеющая лучшее соотношение игровых очков (мячей) по сумме матчей.
В 1-м раунде плей-офф участвуют 8 команд. Победитель пар 1-го раунда выходят в 1/8 финала, где к нему присоединяются 12 команд, освобождённых от участия в стартовом раунде.
8 команд-участниц четвертьфинала плей-офф определяют четырёх участников финального этапа.
Финальный этап состоит из однокругового турнира, по результатам которого определяется итоговая расстановка мест.

## 1-й раунд
ноябрь 1974
 «Галатасарай» (Стамбул) —  «Душек» (Инсбрук)
17 ноября. 3:2 (15:4, 14:16, 12:15, 15:4, 15:5).
23 ноября. 3:2 (11:15, 15:7, 15:13, 14:16, 15:9).
 «Кембридж» —  «Славия» (Братислава)
.. ноября. -:3.
.. ноября. -:3.
 «Университариу ду Порту» (Порту) —  АСУЛ (Лион)
17 ноября. 0:3.
24 ноября. 0:3.
 «Трактор» (Шверин) —  «Вальферданж»
17 ноября. 3:0 (15:2, 15:1, 15:0).
.. ноября. 3:0.
От участия в первом раунде освобождены:
| «Дилбек-Иттербек» (Дилбек) «Славия» (София) «Уйпешти Дожа» (Будапешт) «Панатинаикос» (Афины) «Нельсен» (Реджо-нель-Эмилия) «Ликургус» (Гронинген) | «Старт» (Лодзь) «Динамо» (Бухарест) ЦСКА (Москва) «Висбаден» «Лозанна» «Црвена Звезда» (Белград) |

## 1/8 финала
январь 1975
 «Динамо» (Бухарест) —  «Галатасарай» (Стамбул)
.. января. ?:?
.. января. ?:?
 «Трактор» (Шверин) —  «Лозанна»
4 января. 3:0.
12 января. 3:0 (15:6, 15:5, 15:1).
 «Славия» (Братислава) —  «Дилбек-Иттербек» (Дилбек)
.. января. ?:?
.. января. ?:?
 «Ликургус» (Гронинген) —  «Уйпешти Дожа» (Будапешт)
4 января. 0:3 (5:15, 1:15, 8:15).
11 января. 0:3 (3:15, 11:15, 6:15).
 «Панатинаикос» (Афины) —  «Нельсен» (Реджо-нель-Эмилия)
4 января. 2:3.
7 января. 1:3. Оба матча прошли в Афинах.
 «Висбаден» —  «Старт» (Лодзь)
.. января. ?:?
.. января. ?:?
 «Црвена Звезда» (Белград) —  «Славия» (София)
5 января. 3:1 (15:11, 15:9, 10:15, 15:10).
12 января. 0:3 (8:15, 8:15, 5:15).
 АСУЛ (Лион) —  ЦСКА (Москва)
.. января. ?:?
11 января. 0:3 (5:15, 5:15, 3:15).

## Четвертьфинал
февраль 1975
 «Динамо» (Бухарест) —  «Трактор» (Шверин)
8 февраля. 1:3 (17:15, 9:15, 9:15, 12:15).
15 февраля. 0:3.
 «Славия» (Братислава) —  «Уйпешти Дожа» (Будапешт)
8 февраля. 3:0 (15:3, 15:11, 15:9).
14 февраля. 1:3 (11:15, 6:15, 15:3, 15:17).
 «Нельсен» (Реджо-нель-Эмилия) —  «Висбаден»
8 февраля. 3:1 (7:15, 15:6, 15:6, 15:3).
15 февраля. 3:0 (15:8, 15:6, 15:11).
 «Славия» (София) —  ЦСКА (Москва)
8 февраля. 0:3 (8:15, 4:15, 6:15).
15 февраля. 0:3 (5:15, 10:15, 9:15).

## Финал четырёх
6—8 марта 1975.  Эйпен.
Участники:
 «Трактор» (Шверин)

 «Нельсен» (Реджо-нель-Эмилия)

 ЦСКА (Москва)

 «Славия» (Братислава)

### Результаты
| М | Команда                       | 1   | 2   | 3   | 4   | И | В | П | С/П | О |
| - | ----------------------------- | --- | --- | --- | --- | - | - | - | --- | - |
| 1 | «Трактор» (Шверин)            |     | 3:2 | 3:0 | 3:0 | 3 | 3 | 0 | 9:2 | 6 |
| 2 | ЦСКА (Москва)                 | 2:3 |     | 3:- | 3:0 | 3 | 2 | 1 |     | 5 |
| 3 | «Славия» (Братислава)         | 0:3 | -:3 |     | 3:0 | 3 | 1 | 2 |     | 4 |
| 4 | «Нельсен» (Реджо-нель-Эмилия) | 0:3 | 0:3 | 0:3 |     | 3 | 0 | 3 | 0:9 | 3 |

|       |                   |     |         |       |        |        |       |
|       |                   |     |         |       |        |        |       |
| 6.03. | ЦСКА — Нельсен    | 3:0 |         |       |        |        |       |
| 6.03. | Трактор — Славия  | 3:0 |         |       |        |        |       |
| 7.03. | Славия — Нельсен  | 3:0 |         |       |        |        |       |
| 7.03. | Трактор — ЦСКА    | 3:2 | (11:15, | 15:8, | 13:15, | 15:12, | 15:7) |
| 8.03. | Трактор — Нельсен | 3:0 | (15:2,  | 15:5, | 15:3)  |        |       |
| 8.03. | ЦСКА — Славия     | 3:- |         |       |        |        |       |

### Итоги

#### Положение команд
| «Трактор» (Шверин)               |
| ЦСКА (Москва)                    |
| «Славия» (Братислава)            |
| 4. «Нельсен» (Реджо-нель-Эмилия) |

#### Призёры
«Трактор» (Шверин): Карла Мюгге, Мартина Шварц, Корнелия Рикерт, Ханнелоре Майнке, Ютта Бальстер, Хельга Оффен, Андреа Хайм, Гудрун Гартнер, Карла Роффайс. Тренер — Герхард Фиделак.
  ЦСКА (Москва): И.Абалихина, Людмила Аксёнова, Ирина Беспалова, Т.Воронина, Людмила Гуреева, О.Лещенко, Марина Миловидова, Галина Мячина, Е.Потапова, Татьяна Родионова, Ольга Хохлова, Людмила Чернышёва. Главный тренер — Мирон Винер.
  «Славия» (Братислава): Ярослава Дворжакова, Юлия Бендеова, Дарина Кодайова, Людмила Виндушкова-Платеникова, Зузана Ружичкова, … Главный тренер — Владимир Ганчик.